# François Drolet
François Drolet (16 luglio 1972) è un ex pattinatore di short track canadese.

## Carriera
Fece parte della Nazionale canadese che vinse la medaglia d'oro nella staffetta 5000 metri all'Olimpiade di Nagano 1998.

## Palmarès

### Giochi olimpici invernali
- 1 medaglia:
  - 1 oro (5000 m staffetta a Nagano 1998).